# Siksika

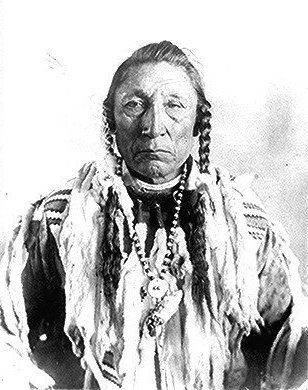
Häuptling Curley Bear, 1903

Die Siksika (engl. Aussprache: „Seeg-see-Kah“, abgel. vom Singular Siksikáíkoan – „Schwarzfuß“, daher im engl. oft Blackfoot) oder Siksikáwa (Plural: „Schwarzfüße“) sind eine der drei First Nations der Nitsitapii (Blackfoot) im Süden der kanadischen Provinz Alberta. Da sie der nördlichste Stamm der Nitsitapii (Blackfoot) waren, wurden sie auch oft als Northern Blackfoot bezeichnet.
Die Siksikáwa bezeichneten sich oftmals einfach auch als Sao-kitapiiksi („Volk der Plains (Ebenen)“).
Kulturell, historisch sowie sprachlich sind sie eng mit den Kainai (Káínawa oder Blood) und den Nördlichen Piegan (Apatohsipikani oder Peigan) und Südlichen Piegan (Aamsskáápipikani oder Blackfeet) verwandt. Alle vier Stämme sprachen (sprechen) jeweils leicht abweichende Dialekte des zum Plains Algonkin zählenden Blackfoot (Ni'tsiitapipo'ahsin oder Nitsipussin) und bezeichnen sich als Ni-tsi-ta-pi-ksi oder Ni-tsi-ta-pi (Niitsítapi) (sprich: nee-itsee-TAH-peh – „Das wahre, ausgeglichene Volk“). Die Nitsitapii (Blackfoot) bezeichneten sich in Abgrenzung zu benachbarten Stämmen oftmals auch als Nitsi-poi-yiksi („Volk, das unsere – die wahre – Sprache spricht“).
Die Gesamtbevölkerung der vier Nitsitapii (Blackfoot)-Stämme vor den Kontakten mit Europäern und drei verheerender Epidemien wird auf 15.000 bis 18.000 Stammesmitglieder geschätzt.

## Namensgebung und Bezeichnung
Ihre Eigenbezeichnung Siksika (Singular) stammt aus dem Blackfoot (Ni'tsiitapipo'ahsin oder Nitsipussin) und bedeutet „Schwarzfuß“ und leitet sich von den Worten sik („schwarz“) und ka („Fuß“) ab, die mittels des Infix -s-i- zusammengesetzt werden. Der Plural lautet Siksikáwa („Schwarzfüße“). Die ersten Europäer trafen vermutlich zunächst auf die Siksika und übertrugen das Wort Blackfoot auf die mit ihnen eng verwandten Stämme der Kainai und Nördlichen und Südlichen Piegan.

## Konföderation der Blackfoot (Blackfoot Confederacy)

### Territorium und Mitglieder der Konföderation
Zusammen mit den Nordathapaskisch-sprachigen Sarcee (abgel. von der Blackfoot-Bezeichnung als Saahsi oder Sarsi – „mutiges Volk, stures, trotziges Volk“) sowie (von ca. 1793 bis 1861) mit den ebenfalls Algonkin-sprachigen Gros Ventre (in Blackfoot: Piik-siik-sii-naa – „Schlangen“ oder Atsina – „wie ein Cree, d. h. Feind“) bildeten sie die sog. Konföderation der Blackfoot (Blackfoot Confederacy).
Das traditionelle Territorium der drei großen Stammesgruppen der Nitsitapii (Blackfoot) umfasste große Gebiete der Nordwestlichen Plains und reichte im Norden bis zum North Saskatchewan River (Ponoká'sisaahta oder Ponokasisahta – „Elk River“) mit Fort Edmonton (früher: Edmonton House, dem heutigen Edmonton) als wichtigem Handelsposten und spätestens ab Mitte des 19. Jhd. im Süden bis zum Musselshell River und Yellowstone River (Otahkoiitahtayi oder Otahkoi-tah-tayi – „Yellow River“ – „Gelber Fluss“) in Montana. Zudem beherrschten sie das Gebiet des Oberlaufs des Missouri River und streiften südwärts bis Three Forks entlang des Madison River, Jefferson River, Ruby River, Beaverhead River, Red Rock River, Big Hole River und Wise River im Südwesten von Montana, zudem jagte die Small Robe Band der Piegan meist südlich des Missouri River. Im Westen wurde ihr Territorium durch die Rocky Mountains (Miistakistsi) begrenzt und erstreckte sich im Nordosten entlang des South Saskatchewan River bis zur heutigen Alberta-Saskatchewan-Grenze (Kaayihkimikoyi), östlich der Cypress Hills und der Great Sand Hills (Omahskispatsikoyii) im Südwesten von Saskatchewan sowie im Südosten auf die Plains bis zur Montana-North-Dakota-Grenze. Hierbei waren die Sweet Grass Hills (in Blackfoot: kátoyissiksi – „Sweet Pine Hills“) sowie Chief Mountain (Ninastako) ihre Heiligen Berge. Sie nannten ihr großes Stammesgebiet Nitawahsin-nanni („Unser Land“), eine offensichtliche Wortgleichung mit Nitassinan („Unser Land“), dem Namen für das Territorium der Innu und Naskapi im Osten.
Durch die verbündeten Sarcee im Nordwesten der Nitsitapii (Blackfoot) erstreckte sich der tatsächliche Machtbereich der Konföderation sogar bis in die Parks und Plains im Nordosten von British Columbia und im Nordwesten Albertas, vom Hay River und Peace River im Norden südwärts zwischen dem North Saskatchewan River, Athabasca River, Red Deer River und South Saskatchewan River westlich von Edmonton. Im Osten der Nitsitapii (Blackfoot) lebten die (zeitweise) verbündeten Gros Ventre einst entlang der Saskatchewan River Forks (dem Zusammenfluss von North Saskatchewan River und South Saskatchewan River) und entlang des Oberlaufs des Saskatchewan River im Westen von Saskatchewan – bis diese vor den mit Gewehren bewaffneten feindlichen Cree-Assiniboine südwärts zum Milk River in Montana flüchten mussten.

### Stammesgebiete der Siksika
Die Siksika lebten nördlich/nordöstlich der Kainai und Piegan meist östlich des heutigen Calgary (in Blackfoot moh-kíns-tsis – „Ellbogen“) entlang des Battle River im Norden südwärts entlang des Sounding River, Red Deer River bis zum Bow River in südlichen Zentral-Alberta und ostwärts entlang dieser Flüsse sowie entlang des South Saskatchewan River bis in den Westen von Saskatchewan. Jedoch waren sie oft auch weiter nördlich entlang des North Saskatchewan River zu finden und obwohl sie auch südwärts bis zum Milk River und Missouri River im Norden Montanas in den Vereinigten Staaten streiften, standen sie doch den Briten (und später Kanadiern) näher und waren in der Regel nicht am Handel sowie an Verträgen mit den Amerikanern beteiligt.
Die Siksika waren mit ca. 2.000 bis 3.000 Stammesmitgliedern die kleinste Stammesgruppe der Nitsitapii (Blackfoot); 1879 wurden offiziell 2.249 Stammesmitglieder registriert.

## Lebensweise und historische Entwicklung

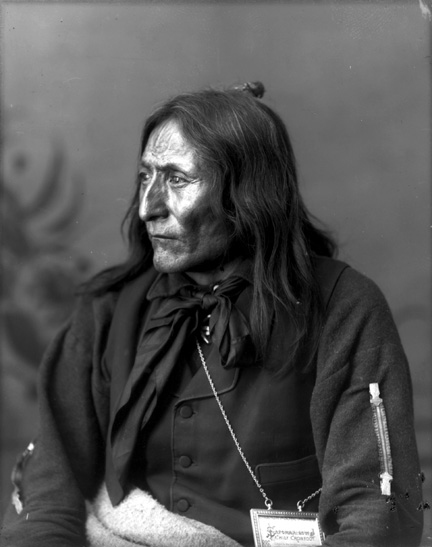
Häuptling Crowfoot, 1887

Die nomadisch lebenden Siksika lebten als der nördlichste der Stämme der Nitsitapii am Battle und Red Deer River. Sie lebten als Krieger und jagten vor allem Bisons. Während sie mit ihren eng verwandten benachbarten Stämmen in intensivem Austausch und Frieden lebten, waren sie insbesondere mit den Cree und den Assiniboine verfeindet. Der Stamm umfasste vor Eintreffen der ersten Trapper zwischen 2000 und 3000 Mitglieder. Obwohl sie bis in das Gebiet des Missouri River wanderten, waren sie nur selten in amerikanische Angelegenheiten involviert, sondern betrachteten die Briten als ihre Verbündeten.
Mitte des 19. Jahrhunderts veränderte der Häuptling Crowfoot mit der Unterzeichnung des Treaty No. 7 die Lebensweise des Volkes grundlegend. Ab 1877 siedelten die Siksika in einem Indian reserve bei Blackfoot Crossing im Osten Calgarys. Sie wurden sesshaft und betrieben Farmen und Ranches, einige arbeiteten auch in einer Kohlemine auf dem Land der Siksika. Nach Verkäufen eines Teils des Reservats in den Jahren 1912 und 1918 wurden die Siksika zum wohlhabendsten Volk der westkanadischen First Nations, das Vermögen war jedoch bis Mitte des 20. Jahrhunderts vollständig aufgebraucht. Inzwischen wird der Stamm durch einen gewählten Häuptling und einen zwölfköpfigen Rat geführt, der alle zwei Jahre von den Angehörigen des Volkes gewählt wird.
Für den bereits 1910 erfolgten Landraub von fast der Hälfte ihres damaligen Reservates wurde 2022 eine Entschädigung in der Höhe von 1,3 Milliarden kan$ (rund 960 Millionen Euro) beschlossen.

## Sprache
Ihre Sprache, das Blackfoot, nennen sie Ni'tsiitapipo'ahsin („Sprache der wahren, ausgeglichenen Menschen“) oder auch Nitsipussin („Wahre, echte Sprache“). Jedoch sprechen heute von den etwa 39.000 Nitsitapii (Blackfoot) nur noch 3250 in Kanada sowie 100 in den USA ihre Muttersprache, die meisten verwenden heute als erste Sprache Canadian beziehungsweise American English. Manche jüngere Nitsitapii (Blackfoot) in Kanada sprechen zudem auch Cree.
Seit 2008 versuchen die verschiedenen Stämme durchzusetzen, dass die Blackfoot-Sprache in die lokalen Curricula für die Schulen integriert wird. Dazu mussten viele Begriffe neu geschaffen werden, um etwa technischen oder mathematischen Anforderungen gerecht zu werden.

## Heutige Situation
Heute zählt die Siksika Nation etwa 6.925 Stammesmitglieder, von denen etwa 3790 auf dem 696,54 km² großen Siksika 146 Reserve am Bow River im Süden Albertas leben, ungefähr 87 km südöstlich von Calgary.(Stand Juli 2013) Nach dem Blood Indian Reserve 148 der Kainai (Blood) Nation, das 1.413,87 km² umfasst, ist dies das zweitgrößte Reservat in Kanada.